# ペルーのイスラム教

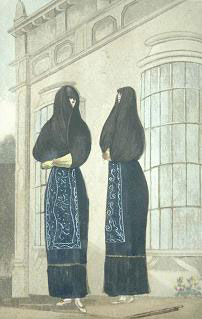
ペルーのモスク

本項目ではペルーのイスラム教について記述する。

## 概要
1980年以降の統計によると、首都リマを中心に総計5000人のムスリムがいるという。今日ではほぼ全てがシリア人やレバノン人、パレスチナ人の血を引くものの、伝統的にスペイン系ムーア人の影響を受けてきた。

## 歴史
ペルーのスペイン人支配者は1560年、「グアダラハラ出身のムーア人」とされるロペ・デ・ラ・ペーナ（アルバロ・ゴンサレスとも）にクスコで「イスラム教を広め実践した」として終身刑を言い渡したのみならず、投獄中はずっとサンベニート（懺悔の意を示す服）の着用を求めた。
ペーナの仲間で「スペイン人フアン・ソラーノと黒人女性との間に生まれた」ムラートであるルイス・ソラーノも、イスラム教の布教により同様の有罪判決を受けたが、処刑を余儀無くされている。
スペイン人の支配下で迫害が強まるにつれ、ムスリムはキリスト教に改宗したこともあり、最終的にはイスラム教が国内から消滅。ペルー人宣教師のマクネアンは1911年、「ムスリムの大いなる進歩の観点から、アフリカ（の）土地に入り、同地を所有せよとの神命を受けた。我々はイスラム教の使徒が暗黒大陸を大いなる闇の中に覆い隠す前に、救い出さねばならぬ」と書いている。
イスラム教は1940年代に再度国内に伝来。第一次中東戦争によりパレスチナ系やレバノン系ムスリムがイスラエルからの迫害を避け、亡命してきたためである。
ネーション・オブ・イスラムが1974年、ベリーズの支部を通してペルーからアメリカ合衆国へシロガネダラを輸入、主流派の魚市場に対するイスラム教の教えに基づいた代替物として売り出した。
ムスリム共同体は1993年、首都にモスクを開いたものの、後に財政難から閉鎖を余儀無くされている。もう1カ所モスクが建てられたが、同様の理由により閉鎖となった。

## 現在

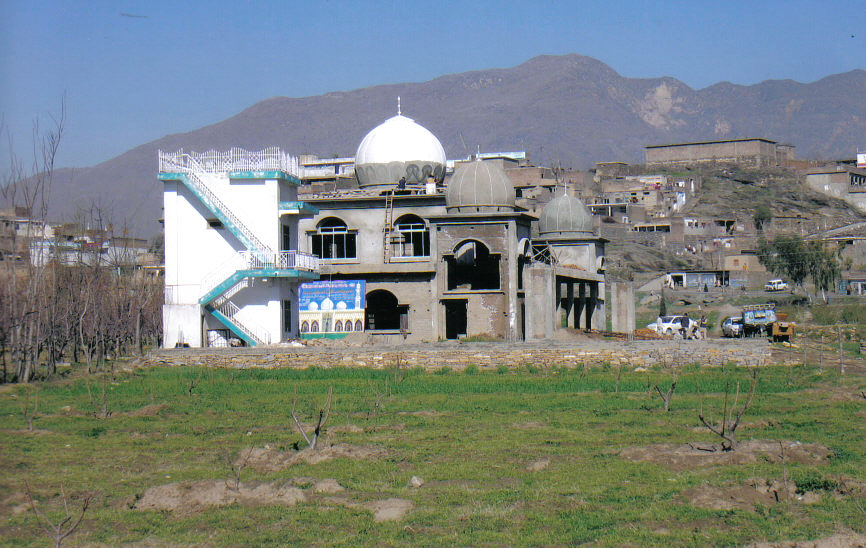
建設中のバブ・ウル・イスラム・モスク

ペルーイスラム協会やシーア派イスラムセンターを含め、国内でも少数に留まるイスラム教組織は全てリマにある。
2007年にはイスラム武装組織の支持者が、ペルーを経由してアメリカ合衆国に入国したとのデマが流される。
2011年他の南米諸国と共に、パレスチナを主権国家として認める声明を出す。